# Rüdiger Fikentscher

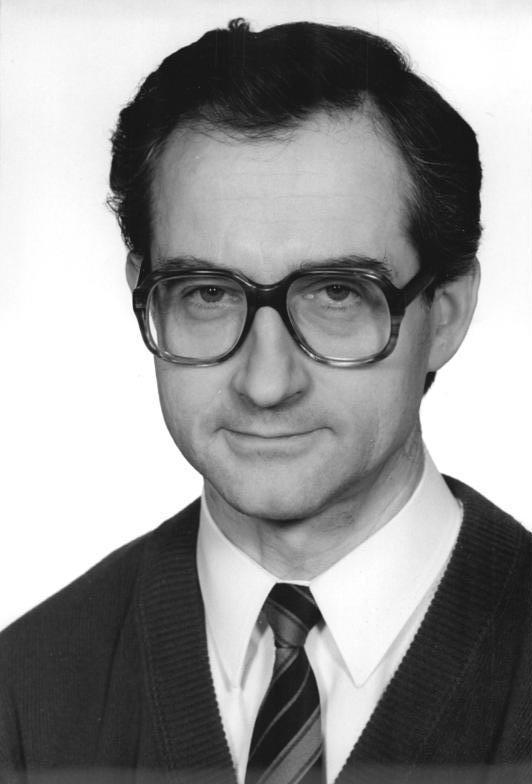
Rüdiger Fikentscher, 1990

Rüdiger Fikentscher (* 30. Januar 1941 in Probsthain, Schlesien) ist ein deutscher Politiker der SPD.

## Leben und Beruf
Fikentscher wuchs nach dem Krieg in Zwickau auf, wo er 1959 an der Erweiterten Oberschule „Gerhart Hauptmann“ das Abitur ablegte. Danach studierte er Medizin an der Martin-Luther-Universität Halle-Wittenberg und begann 1967 eine Ausbildung zum Facharzt. Von 1972 bis 1981 war er Facharzt für HNO. Bis 1985 war er Oberarzt, bevor er bis 1990 Dozent an der Universität wurde.
Fikentscher ist verheiratet und hat zwei Kinder.

## Politik / Partei
1989 trat Fikentscher in die Sozialdemokratische Partei der DDR (SDP) ein.
1990 wurde er SPD-Bezirksvorsitzender von Halle, und mit Gründung des Landes Sachsen-Anhalt 1990 war er bis 2002 SPD-Landesvorsitzender.
Von 1995 bis 2006 war Fikentscher Vorsitzender des SPD-Bundesparteirats.

## Abgeordneter
Fikentscher war Mitglied der ersten freigewählten Volkskammer der DDR. Er war von der 1. Wahlperiode bis zur 5. Wahlperiode Mitglied des Landtages von Sachsen-Anhalt. Hier bekleidete er von 1990 bis 1994 und von 2002 bis 2011 den Posten des Vizepräsidenten des Landtages. Von 1994 bis 2002 war Fikentscher SPD-Fraktionsvorsitzender im Landtag.
Er vertrat im Landtag den Wahlkreis Halle III.
Von 2004 bis 2019 gehörte er dem Stadtrat von Halle an.

## Weitere Tätigkeiten
- Von 1995 bis 2005 Vorsitzender der Gesellschaft für Demokratie und Zeitgeschichte Sachsen-Anhalt e. V.
- Vorsitzender des Kulturforums der Sozialdemokratie Sachsen-Anhalt e. V.
- Vorstand im Verein für Friedhofskultur in Halle und dem Umland e. V.[1]
- stellvertretender Vorstandsvorsitzender Verein der Freunde des Thalia Theaters Halle
- Mitglied im Landesheimatbund Sachsen-Anhalt e. V.
- Mitglied im Verein Gegen Vergessen – Für Demokratie
- Mitglied in der Vereinigung der Freunde der Martin-Luther-Universität Halle-Wittenberg e. V.

## Veröffentlichungen

### Autor
- Zwischen König und Bebel – deutsche Geschichten aus zwei Jahrhunderten. Hohenheim-Verlag, Stuttgart u. Leipzig 2006, ISBN 3-89850-139-6.
- Liebe, Arbeit, Einsamkeit: ein Gelehrtenpaar in zwei Diktaturen; Wilhelm Schubart, Papyrologe, Gertrud Schubart-Fikentscher, Rechtshistorikerin. Mitteldeutscher Verlag, Halle (Saale) 2013, ISBN 978-3-95462-072-2 (eingeschränkte Vorschau in der Google-Buchsuche).
- Sieben Netze: Friedrich Christian Fikentscher (1799–1864) – Industrieller und Bildungsbürger: Biografie. Mitteldeutscher Verlag, Halle (Saale) 2016, ISBN 978-3-95462-598-7.
- Deutschland und anderswo – Reiseerlebnisse im 19. Jahrhundert. Mitteldeutscher Verlag, Halle (Saale) 2019, ISBN 978-3-96311-201-0.
- Nie getrennt – fünf Geschwister und ihr 20. Jahrhundert. Mitteldeutscher Verlag, Halle (Saale) 2021, ISBN 978-3-96311-440-3.
- Was mir die Freiheit brachte … : Erlebnisse eines Sozialdemokraten seit 1989. Mitteldeutscher Verlag, Halle (Saale) 2021, ISBN 978-3-96311-560-8.
- Dann wenden wir uns Neuem zu – Erinnerungen an drei Jahrhunderte. Mitteldeutscher Verlag, Halle (Saale) 2025, ISBN 978-3-96311-995-8.

### Herausgeber
Rüdiger Fikentscher ist der Herausgeber der im Mitteldeutschen Verlag in Halle (Saale) erscheinenden Schriftenreihe mdv aktuell, in der seit 2005 bereits 20 Titel zu Kulturthemen erschienen. Titel waren etwa Spielkulturen in Europa oder Trinkkulturen in Europa. Der Weblink zur Deutschen Nationalbibliothek zeigt eine Auflistung.
- Kultur in Europa. (= mdv aktuell; 1), Mitteldeutscher Verlag, Halle (Saale) 2005, ISBN 3-89812-267-0.
- Jubiläumskulturen in Europa. (= mdv aktuell; 20), Mitteldeutscher Verlag, Halle (Saale) 2024, ISBN 978-3-96311-940-8.

## Auszeichnungen
2009 wurde Rüdiger Fikentscher für seine Verdienste beim Aufbau demokratischer Strukturen in Sachsen-Anhalt mit dem Verdienstkreuz 1. Klasse ausgezeichnet.